# پیمان صلح

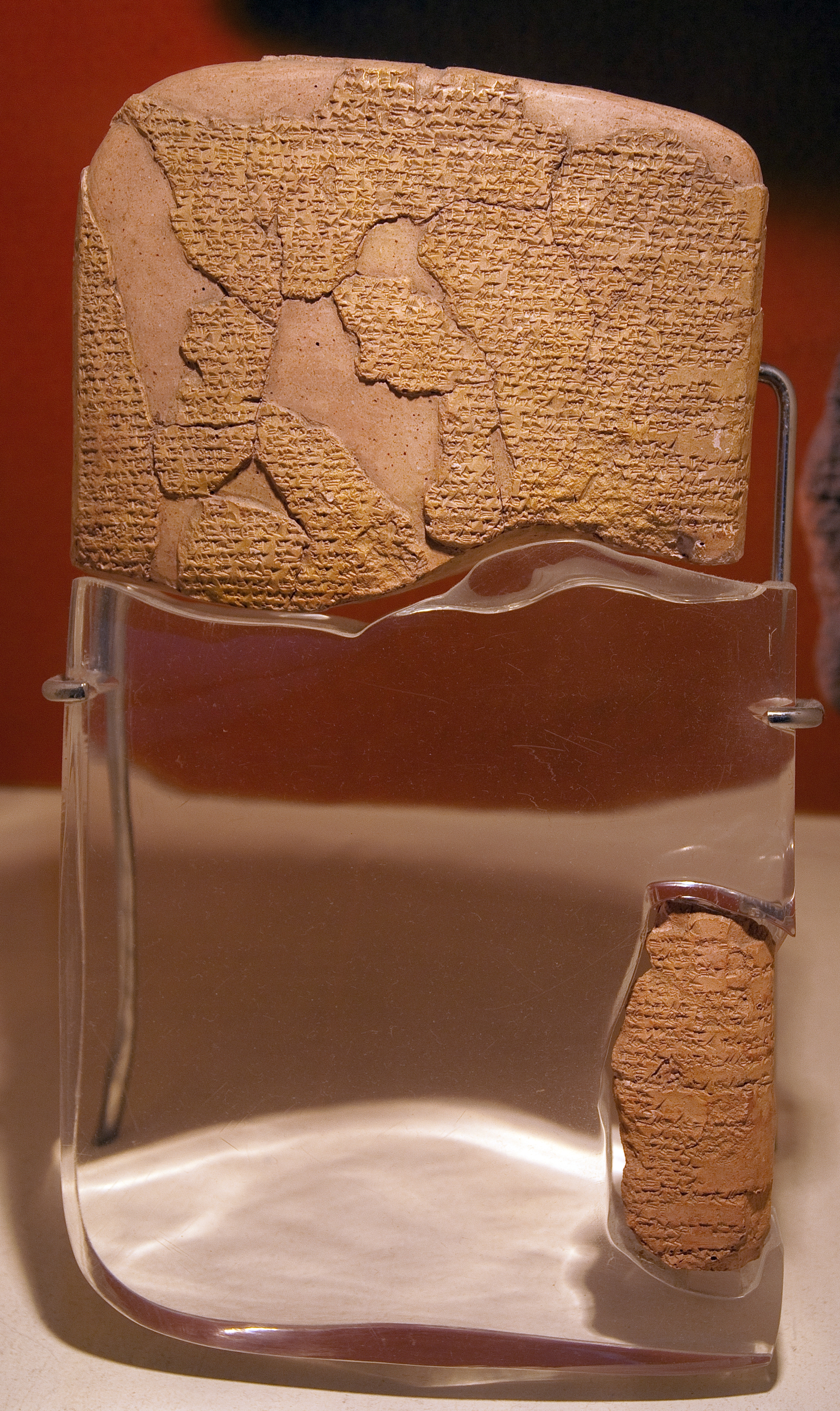
بازمانده لوح یکی از نخستین معاهدات صلح ثبت شده در تاریخ مشهور به پیمان صلح قادش میان مصر باستان و هیتی‌ها. موزه باستان‌شناسی استانبول

پیمان صلح قراردادی است بین دو یا چند طرف یک مخاصمه، معمولاً بین کشورها یا دولت‌ها، که به طور رسمی به حالت جنگی میان طرفین پایان می‌دهد. این مفهوم متفاوت است از ترک مخاصمه (armistice) که توافق نامه‌ای است برای متوقف کردن عمل خصمانه (hostility) که در آن قوای نظامی موافقت می‌کنند که به طور مثال خود را در مقابل طرف مقابل بیشتر مسلح نکنند یا متفاوت است از آتش‌بس (ceasefire) که طرفین توافق می‌کنند به طور موقت یا دائمی جنگیدن (fighting) را متوقف کنند (مثلاً جهت برگرداندن مجروحین).

## عوامل پیمان یا عهدنامه صلح
محتوای عهده نامه های صلح به ماهیت درگیری پیش از آن بستگی دارد. در درگیری های بزرگ ممکن از طرفین متعددی در غالب یک عهدنامه بین المللی محتوای آن را تعیین کنند که می تواند به شکل یک عهدنامه کلی یا عهدنامه های جداگانه بین طرفین درگیر تهیه شود.
دریک عهدنامه صلح موارد مختلفی می تواند گنجانده شود مانند:
- تعیین مرزها جدید.
- روال حل اختلاف در آینده
- نحوه دسترسی و استفاده از منابع مشترک
- تعیین تکلیف وضعیت پناهندگان
- تعیین تکلیف وضعیت اسرای جنگی
- تعیین غرامت و بدهی ها
- ارجاع به عهدنامه های پیشین
- و....

در دوران معاصر عمدتا در صورت ایجاد و وقوع مناقشه بین کشور ها، ابتدا طرفین وارد فرایند آتش بس شده و سپس طی روندی نسبتا طولانی و در مراحل مختلف به مرحله امضاء معاهده صلح که مورد توافق طرفین باشند می رسند. در مورد جنگ های داخلی، خصوصا اگر طرف جدایی طلب شکست خورده باشد، مناقشه ختم به امضاء عهده نامه یا پیمان صلح نمیشود، چرا که معمولا حکومت از به رسمیت شناختن طرف مقابل سرباز می زند. در این موارد معمولا با شکست یکی از طرفین مناقشه خاتمه می یابد. مثلا در مورد جنگ های داخلی امریکا، غائله پس از شکست و تسلیم ارتش جنوب خاتم یافت. در مورد جنگ های داخلی و جدایی طلبانه هم معمولا نقطه پایان و پیمان صلح با اعلام استقلال و پیروزی جناح غیر حاکم خاتمه می یابد.
معمولا معاهده های صلح در منطقه بی طرف یا حداقل در جای که مورد مناقشه طرفین نیست امضاء می گردد. 

## نقش سازمان ملل متحد
از جنگ جهانی دوم به بعد، با تاسیس سازمان ملل متحد این سازمان به عنوان مرجع حل و فصل مناقشات بین المللی مورد پذیرش تقریبا همه کشور ها قرار گرفته است و کشور ها سعی کرده اند که از این بستر برای انعقاد تعهدنامه های بین مللی مختلف، جهت محدود کردن جنگ استفاده کنند. 

## معاهدات صلح تاریخی

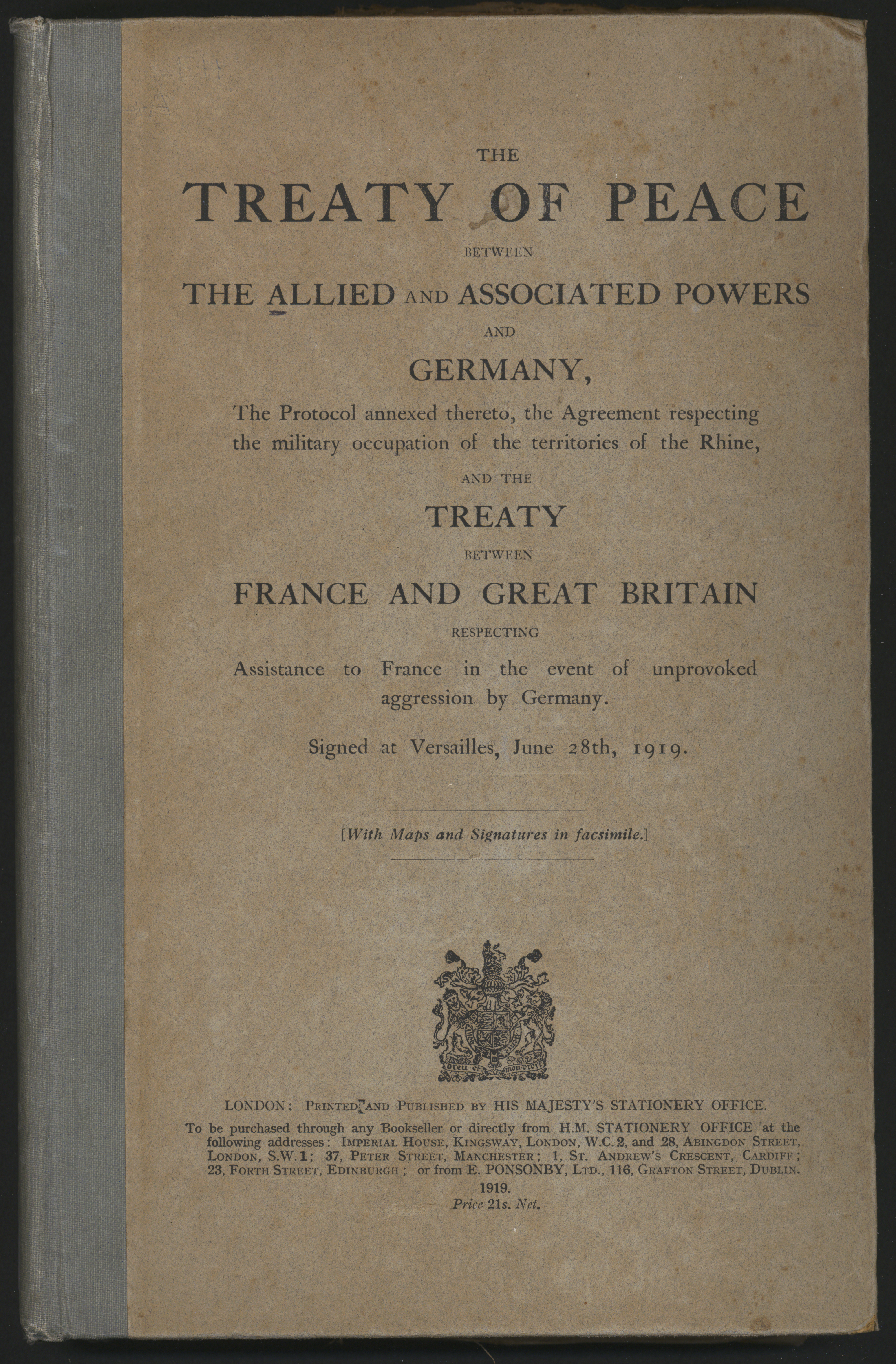
پیمان ورسای

### عهد باستان
احتمالا اولین پیمان صلح ثبت شده در تاریخ مربوط به مناقشه بین امپراتوری هیتی و ساکنان هایاسا در جنوب ترابزون بوده است. این عهده نامه در 1350 سال قبل از میلاد مسیح منعقد شده است. یکی دیگر از اولین معاهدات صلح ثبت شده در تاریخ صلح نامه بین امپراتوری هیتی ها و مصر است که حدود 1274 پیش از میلاد رخ داده است. این جنگ در سوریه امروز رخ داد و تمام منطقه ای که در محل تماس دو امپراتوری قرار داشتند را تحت تاثیر قرار داد. هر دو طرف بعد از چهار روز نبرد سنگین، بدون آن که هیچ کدام برتری خاصی پیدا کرده باشند مدعی پیروزی در جنگ شدند. با نرسیدن به توافق عملا شدت درگیری بین طرفین افزایش یافت و در نهایت رامسس دوم در سال هشتم شهر های کادش و عمروو را تصرف کرد. با این حال با طولانی تر شدن جنگ هر دو امپراتوری یعنی رامسس دوم و هاتوسلیج به این نتیجه رسیدن که ادامه جنگ بی فایده است و به امضاء پیمان صلح تن دادند. چرا که طولانی تر شدن جنگ برای هر دو طرف منجر به افزایش تهدیدات از سایر نواحی مرزی میشد. مصری ها برای دفاع از مرز های طولانی خود در غرب در مقابل لبیایی ها نیاز به نیرو نظامی داشتند و هیتی ها هم با تهدید امپراتوری آشور در شرق مواجه بودند که هانیگلبات که سرزمین مابین آنها و آشوریان بود را تصرف کرده بودند.
این پیمان صلح در دو نسخه یکی به خط هیروگرفی مصری و دیگری به خط میخی اکدی تهیه شد و خوشبختانه هر دو نسخه این عهدنامه هنوز وجود دارد. این روش تهیه معاهده دو زبان از آن به بعد متداول گردید. نکته جالب این است که هر چند اکثر متن عهدنامه ها یکسان است ولی در نسخه هیتی ها ادعا شده که مصریان درخواست صلح کردند در حالی که در نسخه مصری عکس این ادعا مطرح شده است. نسخه مصری به شکل یک پلاک نقره ای بود به اندازه کتاب جیبی بود که پس از برگردانند به مصر معادل آن را در معبد کارنک حک کردند.
این پیمان بین رامسس دوم و هاتوسلیچ سوم در سال 21 سلطنت رامسس دوم منعقد گردد. ( معادل 1258 قبل از میلاد مسیح) این عهده نامه شامل 18 بند است که شرایط صلح بین مصر و هیتی را مشخص می کند و برکت و خواست خدایان برای برقرار صلح را نیز خواستار شده است. این عهده نامه شامل مواردی است که در معاهدات جدید تر نیست معادل آن وجود دارد. یکی از بند های این عهده نامه شامل این است که اگر یکی از امپراتوری ها توسط کشور دیگری مورد حمله قرار بگیرید و یا دچار مشکلات داخلی شود؛ طرف دیگر به کمک آن خواهد شتافت. همچنین دراین پیمان بند های درمورد بازگشت اجباری پناهندگان و حمایت از آنها نیز وجود دارد که می توان از آن به عنوان اولین معاهده استرداد اسرا نیز یاد کرد. همچنین در خصوص پیمان شکنی در قرار داد مجازات های پیش بینی شده است. 
به دلیل اهمیت تاریخی این سند، نسخه باز سازی شده ای از آن در سازمان ملل متحد آویزان شده است. 

### دوران مدرن
یکی از معروف ترین نمونه های آن پیمان پاریس ( 1815) است که پس از شکست ناپلئون در نبرد واترلو بسته شد. یا پیمان ورسای که درپایان جنگ جهانی اول بین آلمان و متفقین غربی امضاء نیز یکی از نمونه های معروف پیمان های بین المللی در عصر مدرن اند. معاهده ورسای ظاهرا در پایان جنگ امضا شد ولی عملا تا سال 1920 که متفقین با امپراتوری عثمانی به صلح نرسیدن نمی توان گفت جنگ جهانی تمام شده بود. این معاهده یکی از بدنام ترین معاهده های صلح تاریخ بود به شکلی که بسیاری از مورخین آن را عامل اصلی ظهور ناسیونالیست سوسیالیسم در آلمان و وقوع جنگ جهانی دوم می دانند. براساس این معاهده  آلمان پس از شکست مجبور به پرداخت غرامت های سنگین به متفقین گردید و قیود زیادی برای مهار و قدرت گرفتن آلمان در این معاهده لحاظ شده بود که باعث نارضایتی گسترده ای بین مردم آلمان شد. همین موضوع که آیا معاهده ورسای را می توان عامل جنگ دیگری دانست یا نه خود نشان دهنده اهمیت انعقاد عهده نامه صلح صحیح است. نکته جالب توجه دیگر در این عهده نامه این است که هیچ اشاره ای به حل و فصل مشکلات بین متفقین و امپراتوری عثمانی در آن وجود ندارد. 
نمونه دیگری از جنگ ها که هرچند به آتش بس انجامید ولی هیچ گاه به پیمان صلح منتهی نشد جنگ کره است. و دو کشور کره شمالی و کره جنوبی هنوز بعد از بیش از 65 سال در حالت آتش بس قرار دارند. 